# کارآگاه خوش‌خوراک
کارآگاه خوش‌خوراک (انگلیسی: Gourmet Detective) یک مجموعه تله‌فیلم معمایی کانادایی-آمریکایی است که در سال ۲۰۱۵ منتشر شد.

## بازیگران
- دیلن نیل در نقش هنری راس
- بروک برنز در نقش کارآگاه مَگی پرایس
- سامانتا فریس
- کریستین ویلیس
- شانون چان-کنت
- بروس باکسلیتنر